# 블레이드 3
《블레이드 3》(영어: Blade: Trinity)은 2004년 개봉한 미국의 영화이다. 블레이드 영화 시리즈 중 세 번째 작품이다. 전작의 각본들을 맡았던 데이비드 S. 고이어가 직접 감독을 맡았다. 시리즈중 제일 낮은 평가를 받았다.

## 스토리
흡혈귀들의 함정에 빠져 실수로 인간을 살해하게 된 블레이드는 오랜 스승이자 동료인 위슬러의 희생을 치르게 된다. 한편 흡혈귀들은 흡혈귀의 시초이자 원조 흡혈귀 드라큘라 드레이크를 부활시킨다.

## 배역
- 웨슬리 스나이프스 - 블레이드,데이워커
- 크리스 크리스토퍼슨 - 아브라함 위슬러
- 도미닉 퍼셀 - 드레이크,드라큘라
- 제시카 비엘 - 애비게일 위슬러
- 라이언 레이놀즈 - 한니발 킹
- 파커 포시 - 대니카
- 존 마이클 히긴스 - 밴스 박사
- 캘럼 키스 레니 - 뱀파이어
- 트리플 H - 제이코 그림우드

## 한국판 성우진(SBS)
- 김영선 - 블레이드(웨슬리 스나이프스)
- 정미숙 - 애비게일(제시카 비엘)
- 최원형 - 한니발(라이언 레이놀즈)
- 박상일 - 휘슬러(크리스 크리스토퍼슨)
- 곽윤상 - 드레이크(도미닉 퍼셀) / 밴스 박사(존 마이클 히긴스)
- 강희선 - 다니카(파커 포시)
- 황윤걸 - 레이(제임스 리마) / 딕스(론 셀무어)
- 문관일 - 제이코 그림우드(트리플 H) / 마틴 서장(마크 베리)
- 김소형 - 윌슨(마이클 롤링스) / 뱀파이어(캘럼 키스 레니)
- 변종필 - 하지(패튼 오즈월트)
- 소연 - 샘필드(너태샤 리온)
- 배주영 - 샘필드의 딸(헤일리 페이지)
- 김아영 - 뱀파이어(엽방화)
- 이선호 - 행인(샤논 파웰)